# Vladislav Halilov
Vladislav Halilov (n. 30 octombrie, 1942, cătunul Cim-Kurgan, regiunea Kazahstanul de Sud, R.S.S. Kazahă- 20 decembrie 2020, Moscova) a fost un fizician-teoretician sovietic și rus de origine tătară.

## Biografie
S-a născut într-o familie mixtă, tatăl de naționalitate tătară, originar din Crimeea, iar mama-rusoaică.Tatăl lui Halilov,Rustam Halilov, a făcut serviciul militar în Armata Sovietică în anii războiului A fost membru ULCT în anii 1956-1970 . În anul 1966 a absolvit facultatea de fizică a Universității Lomonosov din Moscova cu specializarea în fizica teoretică. În anul 1969 a susținut disertația de candidat în științe fizico-matematice sub îndrumarea prof. I.M. Ternov cu subiectul "Radiație indusă a electronilor în câmp magnetic". În anul 1978 a susținut disertația de doctor Hab. în științe fizico-matematice cu subiectul "Procese radiative ale electronilor în câmpuri magnetice și gravitaționale".Profesor la catedra de fizică teoretică din anul 1982. A fost căsătorit cu Fatima, de naționalitate tătară, fiziciană, doctor în fizică și matematică.

## Activitatea didactică și științifică
În decursul anilor a predat și mai predă la facultatea de fizică cursurile generale: "Mecanică teoretică și mecanică a mediilor continui", precum și: "Mecanică cuantică", cursuri speciale:"Laseri cu electroni liberi", "Procese fizice în câmpul găurilor negre" (1975-977), "Problema stabilității vidului în câmp magnetic intens", "Efecte macroscopice cuantice în câmpuri intense", "Efecte de electrodinamica cuantica în câmpuri externe".  A publicat în colaborare circa 200 de lucrări științifice preponderent în domeniul electrodinamicii  cuantice în câmpuri externe electromagnetice,dar și cu aceeași problematică în câmpuri gravitaționale precum și 4 monografii, dintre care 3 în colaborare.

## Distincții
Este decorat cu medaliile
- Veteran al muncii (1989)
- În amintirea a 850 de ani de la înființarea Moscovei (1997)
- Premiul pentru ce mai bună lucrare știinșifică a Ministerului învățământului din Federația rusă

#### Fotografii
- Printre membrii catedrei de teorie cuantică a Universității din Moscova, 1979, rîndul II, centru, la stânga de Ilia Lifșiț